# Tubipora fimbriata
Tubipora fimbriata is een zachte koraalsoort uit de familie Tubiporidae. De koraalsoort komt uit het geslacht Tubipora. Tubipora fimbriata werd in 1846 voor het eerst wetenschappelijk beschreven door Dana. 